# Macrojoppa boliviana
Macrojoppa boliviana là một loài tò vò trong họ Ichneumonidae.